# イバン・ガルシア
イバン・ガルシア・サンチェス（Iván García Sánchez、1972年2月29日 ‐ ）は、キューバ・サンティアーゴ・デ・クーバ出身の元陸上競技選手。専門は短距離走。自己ベストは100mがキューバ歴代5位の10秒09、200mがキューバ歴代3位の20秒17、室内200mがキューバ記録の20秒46。2000年シドニーオリンピック男子4×100mリレーの銅メダリスト、1997年パリ世界室内選手権男子200mの銀メダリストである。
200mがメインのスプリンター。1997年パリ世界室内選手権200mで銀メダルを獲得し、この種目ではオリンピックと世界選手権も含め、男女通じてキューバ勢初のメダリストとなった。オリンピックと世界選手権の200mではメダルこそ獲得できなかったが、1995年ヨーテボリ世界選手権で8位、1996年アトランタオリンピックで6位、1997年アテネ世界選手権で4位という成績を残した。

## 経歴

### 1993年
3月のトロント世界室内選手権男子200m準決勝をキューバ記録（当時）の20秒78で突破し、200mでは男女通じてキューバ勢初のファイナリストとなった。決勝では準決勝のタイムに迫る20秒82をマークするも、3位とは0秒10差の4位でメダルを逃した。

### 1995年
8月のヨーテボリ世界選手権男子200m準決勝を20秒45（-0.9）の組4着で突破し、200mでは男女通じてキューバ勢初のファイナリストとなったが、決勝は20秒77（+0.5）の8位に終わった。男子4×400mリレーは予選で1走を務め、3分01秒82をマークしての決勝進出に貢献したが、決勝の出番はなかった。

### 1996年
8月のアトランタオリンピック男子200mで決勝に進出し、この種目では1980年モスクワ大会のシルビオ・レオナルド（4位）とOsvaldo Lara（8位）以来となるキューバ勢ファイナリストとなった。決勝では自己ベスト（20秒17）に迫る20秒21をマークするも6位に終わった。

### 1997年
3月のパリ世界室内選手権男子200m準決勝をキューバ記録（当時）の20秒48で突破し、前回大会に続いてファイナリストとなると、決勝では準決勝のタイムを縮める20秒46のキューバ記録を樹立。ケビン・リトル（20秒40）に次いで銀メダルを獲得し、200mでは男女通じてキューバ勢初のメダリストとなった。
8月のアテネ世界選手権男子200m準決勝を20秒39（-0.5）の組2着で突破し、前回大会に続いてファイナリストとなると、決勝では追い風参考記録ながら今大会で一番良いタイムの20秒31（+2.3）をマークしたが、3位とは0秒05差の4位で惜しくもメダルは逃した。これは現在も、200mにおけるキューバ勢最高成績となっている（女子も含め）。男子4×100mリレーでは3走（Alfredo García-Baró、Misael Ortiz、ガルシア、Luis Alberto Pérez-Rionda）を務め、38秒15をマークしての4位に貢献したが、3位のイギリスとは0秒01差で惜しくもメダルを逃した。

### 1999年
8月のセビリア世界選手権男子200m準決勝で20秒38（+1.7）の組6着に終わり、3大会連続の決勝進出を逃した。男子4×100mリレーでは2走（Alfredo García-Baró、ガルシア、Luis Alberto Pérez-Rionda、Yoel Hernández）を務め、38秒63をマークしての5位（当時）に貢献した。その後、3位のナイジェリアがドーピング処分でメダルを剥奪され、順位が4位に繰り上がった。

### 2000年
9月のシドニーオリンピック男子4×100mリレーで3走（José Ángel César、Luis Alberto Pérez-Rionda、ガルシア、フレディ・マヨラ）を務めると、決勝ではキューバ記録（38秒00）に迫る38秒04をマークし、アメリカ（37秒61）、ブラジル（37秒90）に次ぐ銅メダル獲得に貢献した。

## 自己ベスト
記録欄の（　）内の数字は風速（m/s）で、+は追い風を意味する。
| 種目 | 記録          | 年月日        | 場所               | 備考            |
| 屋外 | 屋外          | 屋外          | 屋外               | 屋外            |
| ---- | ------------- | ------------- | ------------------ | --------------- |
| 100m | 10秒09 (+1.9) | 1993年5月8日  | メキシコシティ     | キューバ歴代5位 |
| 200m | 20秒17 (+1.0) | 1995年3月21日 | マル・デル・プラタ | キューバ歴代3位 |
| 300m | 32秒56        | 2000年2月16日 | ハバナ             |                 |
| 室内 |               |               |                    |                 |
| 200m | 20秒46        | 1997年3月8日  | パリ               | キューバ記録    |

## 主要大会成績
備考欄の記録は当時のもの
| 年   | 大会                                     | 場所                 | 種目    | 結果         | 記録            | 備考                                                            |
| ---- | ---------------------------------------- | -------------------- | ------- | ------------ | --------------- | --------------------------------------------------------------- |
| 1990 | 中央アメリカ・カリブ ジュニア選手権 (en) | ハバナ               | 4x100mR | 優勝         | 40秒62 (4走)    |                                                                 |
| 1991 | パンアメリカン ジュニア選手権 (en)       | キングストン         | 100m    | 7位          | 10秒84 (+2.4)   |                                                                 |
| 1991 | パンアメリカン ジュニア選手権 (en)       | キングストン         | 200m    | 6位          | 21秒49 (+1.6)   |                                                                 |
| 1991 | パンアメリカン ジュニア選手権 (en)       | キングストン         | 4x100mR | 3位          | 41秒58          |                                                                 |
| 1993 | 世界室内選手権                           | トロント             | 200m    | 4位          | 20秒82          | 男女通じキューバ勢初のファイナリスト 準決勝20秒78：キューバ記録 |
| 1993 | ユニバーシアード (en)                    | バッファロー         | 200m    | 3位          | 20秒55 (+2.4)   |                                                                 |
| 1993 | 世界選手権                               | シュトゥットガルト   | 4x100mR | 4位          | 38秒39 (2走)    |                                                                 |
| 1993 | 中央アメリカ・カリブ海 競技大会 (en)     | ポンセ               | 200m    | 2位          | 20秒71          |                                                                 |
| 1993 | 中央アメリカ・カリブ海 競技大会 (en)     | ポンセ               | 4x100mR | 優勝         | 39秒24          |                                                                 |
| 1994 | グッドウィルゲームズ (en)                | サンクトペテルブルク | 4x100mR | 2位          | 38秒76 (3走)    |                                                                 |
| 1994 | グッドウィルゲームズ (en)                | サンクトペテルブルク | 4x400mR | 2位          | 3分01秒87 (2走) |                                                                 |
| 1995 | パンアメリカン競技大会 (en)              | マル・デル・プラタ   | 200m    | 優勝         | 20秒29          |                                                                 |
| 1995 | パンアメリカン競技大会 (en)              | マル・デル・プラタ   | 4x100mR | 優勝         | 38秒67 (4走)    |                                                                 |
| 1995 | パンアメリカン競技大会 (en)              | マル・デル・プラタ   | 4x400mR | 優勝         | 3分01秒53 (4走) |                                                                 |
| 1995 | 世界選手権                               | ヨーテボリ           | 200m    | 8位          | 20秒77 (+0.5)   | 男女通じキューバ勢初のファイナリスト                            |
| 1995 | 世界選手権                               | ヨーテボリ           | 4x400mR | 予選2組2着   | 3分01秒82 (1走) | 決勝進出                                                        |
| 1996 | オリンピック                             | アトランタ           | 200m    | 6位          | 20秒21 (+0.4)   |                                                                 |
| 1996 | オリンピック                             | アトランタ           | 4x100mR | 準決勝2組2着 | 38秒55          | 決勝進出                                                        |
| 1997 | 世界室内選手権                           | パリ                 | 200m    | 2位          | 20秒46          | 男女通じキューバ勢初 (唯一) のメダリスト キューバ記録           |
| 1997 | 世界選手権                               | アテネ               | 200m    | 4位          | 20秒31 (+2.3)   | 男女通じキューバ勢最高成績                                      |
| 1997 | 世界選手権                               | アテネ               | 4x100mR | 4位          | 38秒15 (3走)    | 3位と0秒01差                                                    |
| 1998 | 中央アメリカ・カリブ海 競技大会 (en)     | マラカイボ           | 200m    | 3位          | 20秒81          |                                                                 |
| 1998 | 中央アメリカ・カリブ海 競技大会 (en)     | マラカイボ           | 4x100mR | 優勝         | 38秒79          |                                                                 |
| 1999 | 世界室内選手権                           | 前橋                 | 200m    | 準決勝3組4着 | 21秒24          |                                                                 |
| 1999 | 世界選手権                               | セビリア             | 200m    | 準決勝2組6着 | 20秒38 (+1.7)   |                                                                 |
| 1999 | 世界選手権                               | セビリア             | 4x100mR | 4位          | 38秒63 (2走)    | 大会後に順位が5位から繰り上がり                                 |
| 2000 | イベロアメリカ選手権 (en)                | リオデジャネイロ     | 4x100mR | 2位          | 38秒97 (3走)    |                                                                 |
| 2000 | オリンピック                             | シドニー             | 4x100mR | 3位          | 38秒04 (3走)    |                                                                 |